# Le Bắc Bộ
Le Bắc Bộ (danh pháp: Bonia tonkinensis) là một loài thực vật có hoa trong họ Hòa thảo. Loài này được Balansa mô tả khoa học đầu tiên năm 1890.